# シェーグレン症候群
シェーグレン症候群（英: Sjögren's syndrome）とは、涙腺の涙分泌や、唾液腺の唾液分泌などが障害される自己免疫疾患の一種。

## 解説
膠原病に合併する二次性シェーグレン症候群と合併症の無い原発性シェーグレン症候群に大別される。40歳から60歳の中年女性に好発し、男女比は1対14である。シェーグレンは、スウェーデンの眼科医の名前ヘンリク・ホーグリーン(Henrik Sjögren)に由来する。アメリカでの発音は「ショーグレンズ・シンドローム」が近い。

## 原因
抗SS-A/Ro抗体・抗SS-B/La抗体（ともに非ヒストン核タンパクに対する抗体）といった自己抗体が存在することから自己免疫応答が関わると考えられるが、その直接的な原因は不明である。遺伝的要素、環境要素、性ホルモンの影響なども関わると考えられている。

### 原因の諸説
- 1997年に徳島大学歯学部の林良夫らのグループが、モデルマウスによる実験の結果、唾液腺から採取した細胞膜を構成する「αフォドリン」と呼ばれるタンパク質に異常があることを発見。人とも共通する原因であることを「サイエンス」誌上に発表した[3]。また、2008年には女性ホルモン低下により「RbAp」というタンパク質をつくる遺伝子が活性化し、RbApが過剰に働くとシェーグレン症候群に似た症状が出るのを確かめた。RbApは涙腺などに細胞死を引き起こし、それにより炎症反応が惹起されるという循環が解明された。林教授らは「更年期の女性が発症しやすいメカニズムがようやく分かった」とし、このタンパク質を薬などで抑えることができれば新たな治療法の開発につながる可能性があるとしている[4]。
- 2012年、鶴見大学歯学部の研究グループは、ダイオキシンの一種であるTCDDがEBウイルスを活性化することでシェーグレン症候群の発症に関与する可能性を報告した[5]。

## 症状
本症候群は、腺細胞からの分泌物の低下が基礎となり、様々な症状が現れる。
主な症状は眼症状で、2種類ある涙の分泌様式の基礎分泌と反射性分泌の双方に障害を与え、ドライアイなどをきたす。
口腔症状はドライマウス（口腔乾燥症）で、自己免疫現象により自らの唾液腺が破壊され唾液の分泌が減少することにより起こる。唾液には抗菌作用を持つラクトフェリン、リゾチーム、分泌型IgAといった物質が含まれる。またカルシウム、リン、フッ素といったミネラルによって歯を守る。よって唾液分泌の減少は虫歯や酸蝕症の増加、その他の自覚症状としては、味覚変化、口内炎の好発や乾燥が喉まで至り食べ物が喉を通らなかったり、声のかすれもある。また他覚的な症状としては舌乳頭の萎縮で舌が平坦になることが特徴である。
他に関節、筋肉、腎臓、甲状腺、神経、皮膚、肺などで様々な症状をきたす。眼、口以外の症状（腺外症状）としては以下のものがみられる。
- 皮膚症状
  - 皮膚乾燥症状にともなう掻痒
  - 皮膚血管炎、血管炎症候群
  - レイノー現象
  - 環状紅斑
- 関節、筋
  - 関節炎が生じることがあるが、関節リウマチのような破壊性のものではなく、全身性エリテマトーデスに似ている。
  - 筋炎が生じることがあり、多発性筋炎に似た近位筋優位の炎症性筋炎である。
- 肺
  - 間質性肺炎が生じることがあり、特に本症ではリンパ球性間質性肺炎（LIP）という特徴のある間質性肺炎を来たす。有症状となる頻度は高くないが、CTなどで軽度の異常陰影がみられることはよくある。間質性肺炎合併時の5年生存率は84%程度とされる[1]。
- 心臓
  - 心外膜炎が生じることがあるが有症状となることはまれである。しかし心臓超音波検査で心嚢液が多くみられるなどの異常所見はよくある。
- 消化管
  - 嚥下困難はよくみられ、たいていは口腔内乾燥が原因であるが、全身性強皮症に似た消化管蠕動異常が原因であることもまれにある。
- 肝臓
  - 肝機能障害が起こることがあるほか、原発性胆汁性胆管炎や門脈圧亢進症を合併することもある。
- 膵臓
  - 自己免疫性膵炎を合併することがあると言われていたが、現在ではシェーグレン症候群ではなく、同じような症状を呈するミクリッツ病に合併するという考えが大勢を占めている[要出典]。
- 腎臓
  - 特徴的なリンパ球性間質性腎炎が本症に合併することがあるが、頻度はまれである。間質性腎炎の結果として遠位尿細管性アシドーシス[6]や腎性尿崩症をきたす。シェーグレン症候群の患者の尿細管では介在細胞のH+-ATPaseが欠損していたとの報告がある[7]。
- 膀胱
  - 間質性膀胱炎が合併することがある。
- 甲状腺
  - 甲状腺に炎症が起きることがあり、橋本病様であるとされるが、これについては特別本症で起きやすいわけではないとする報告もある。
- 神経
  - 多発神経炎や多発単神経炎を合併することがある。全身性エリテマトーデス様の症状であると考えられる。
  - 中枢神経症状を起こすことがある。

## 合併疾患
リウマチ、セリアック病、全身性エリテマトーデス（SLE、ループス）、自己免疫性甲状腺炎、多発性硬化症、脊椎関節炎などの自己免疫疾患、およびいくつかの悪性腫瘍（主に非ホジキンリンパ腫）、線維筋痛症などと関連しているとされている。
本症は単独では生活に支障を来たすことは多くても生命の危険のあることは少ない疾患であるが、関節リウマチや全身性エリテマトーデスをはじめとする膠原病を合併していることが全体の1⁄3程度ある。また、本症患者は悪性リンパ腫（非ホジキンリンパ腫）を発症することが多い（通常の16-44倍と報告される）ことがわかっている。これは、本症がリンパ節に慢性の炎症を来たしているため、リンパ球の破壊と再生を繰り返すうちについには一部が癌化するものと考えられている。

## 検査
眼乾燥をみる検査
シルマーテストと、ローズベンガル染色テスト・蛍光染色テストがある。前者は短冊状の濾紙を眼角に挟み涙液分泌量をみる検査である。後者2つは角膜上皮障害程度を染色によって調べる検査である。
口腔乾燥をみる検査
最も良く行われるのはガムテストである。これはチューインガムを噛みその間に分泌される唾液量を測定する検査である。他に唾液腺造影、唾液腺シンチグラフィーなどが行われることがある。
自己抗体
本症には感度の高い抗SSA/Ro抗体と特異度の高い抗SSB/La抗体がよくみられ、診断に有用である。

## 治療
基本的に対症療法が中心で、主要臓器症状（間質性肺炎、間質性腎炎、中枢神経症状など）にはステロイド剤や、免疫抑制剤であるシクロフォスファミド（エンドキサンP®）などの投与を積極的に検討する。
ドライマウス
まず唾液減少による虫歯の治療予防には含嗽剤、トローチ、口腔用軟膏、人工唾液、内服薬などがある。含嗽剤には含嗽用のアズレン、イソジンガーグルが比較的よく用いられており、また歯質の脱灰の回復を目的にミネラルの供給液としてカルシウム塩とリン酸塩を混ぜて使うタイプのものがある。口腔用軟膏は、副腎皮質ホルモン（ステロイドホルモン）または抗生剤を含んでいるものを用いるが、消炎の効果はあるものの長期使用により菌交代現象や口腔カンジダ症を起こす。最も一般的な人工唾液・サリベートは、作用時間が短いことや睡眠中は使用できない。また、唾液分泌を促進するサリグレンなども用いられる。睡眠中は、モイスチャー・プレートにより口渇による睡眠障害が解消された例もある。
内服薬としては、気道潤滑去痰剤であるムコソルバン、気道粘液溶解剤であるビソルボン、口渇、空咳に効くと言われている麦門冬湯（漢方薬）などがある。関節痛はアスピリンなどの非ステロイド抗炎症剤が用いられる。まれにステロイド剤（副腎皮質ホルモン）も用いられるが、副作用があり注意である。なお、ムスカリン受容体刺激薬は、気管支喘息、虚血性心疾患、パーキンソニズムまたはパーキンソン病、てんかん、虹彩炎を併発している患者には禁忌である。
2001年に発売が開始されたセビメリン（エボザック、サリグレン）、2007年に日本において保険適用となったピロカルピン（サラジェン）が用いられる。
人工唾液が発売される以前は有効な薬剤がほとんど無かったため、ドライマウスや角膜乾燥に唾液腺ホルモン剤・パロチンが使われ、ある程度の効果も見られたがエビデンスの確立が難しく効能追加もされなかったため、現在ではごく少数の医療施設で細々と投与されているのが現状である。
ドライアイ
人工涙液またはヒアルロン酸が主成分の点眼薬を投与する。
セビメリンはヨーロッパでは涙の分泌にも効能が認められているが、日本では適応が取れていない。近年、水分や保湿成分の分泌を増やす作用を持つ点眼薬（ジクアホソルナトリウム（	ジクアス）、レバミピド（ムコスタ））が適用となり、高い効果をあげている。
上記のほか、ビオチンが治療に効果的であるという研究が行なわれている。